# Jardin de l'observatoire de Stockholm
 (signalé en août 2025).
Si vous disposez d'ouvrages ou d'articles de référence ou si vous connaissez des sites web de qualité traitant du thème abordé ici, merci de compléter l'article en donnant les références utiles à sa vérifiabilité et en les liant à la section « Notes et références ».
- Archive Wikiwix
- Bing
- Cairn
- DuckDuckGo
- E. Universalis
- Gallica
- Google
- G. Books
- G. News
- G. Scholar
- Persée
- Qwant
- (zh) Baidu
- (ru) Yandex
- (wd) trouver des œuvres sur Wikidata

Le jardin de l'observatoire (en suédois : Observatorielunden) avec la colline de l'observatoire est un parc public de Vasastan à Stockholm en Suède. 

## Situation
Le jardin de l'observatoire est situé au sommet de l'esker Stockholmsåsen.
Observatorielunden est délimité par Kungstensgatan au sud, Odengatan au nord, Sveavägen et Bertil Ohlinsgatan à l'est et Norrtullsgatan à l'ouest. 
Le parc est situé près d'Odenplan à Vasastan, dans le centre-ville de Stockholm.

## Histoire
Le jardin de l'Observatoire doit son nom à l'observatoire de Stockholm, situé dans le parc.
C'est un point de vue apprécié, surtout vers l'est. 
La partie la plus élevée de la colline de l'observatoire se situe à 42 mètres d'altitude. et la superficie du parc s'élève à 4,8 hectares (250 × 370 mètres). Sur le versant nord de la colline se trouvait autrefois le moulin à vent Spelbomskan, qui a brûlé en 1868.

## École d'économie de Stockholm
Au sud-est du parc Observatorielunden, l'école d'économie de Stockholm à son bâtiment principal de Stockholm, au 65 Sveavägen et au 32 Kungstensgatan. 
L'école a été construite en 1925 pour le compte de l'Association des écoles de commerce sous la direction de Knut Agathon Wallenberg, et concue par l'architecte Ivar Tengbom. 
Le modèle était un palais de la Renaissance italienne. 
Le bâtiment a été financé grâce à d'importants dons, notamment de la fondation Knut et Alice Wallenberg.

## Bibliothèque municipale de Stockholm
Au nord du grand étang se trouve le bâtiment principal monumental de la bibliothèque municipale de Stockholm, construit en 1928 par l'architecte Gunnar Asplund. Le bâtiment a été financé grâce à d'importants dons, notamment de la fondation de Knut et Alice Wallenberg, et appartient aujourd'hui à la ville de Stockholm.

## Galerie

Le jardin de l'observatoire
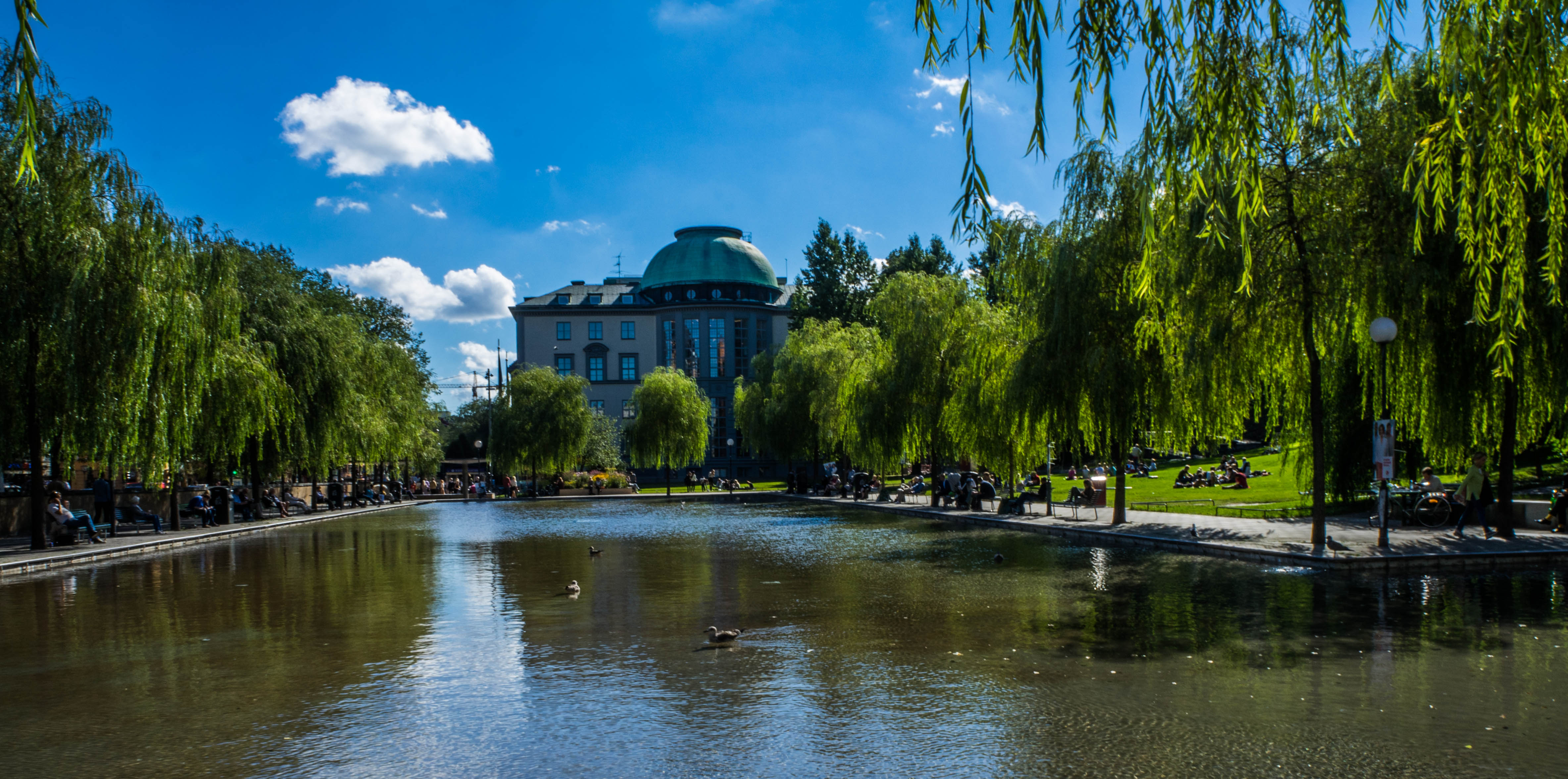
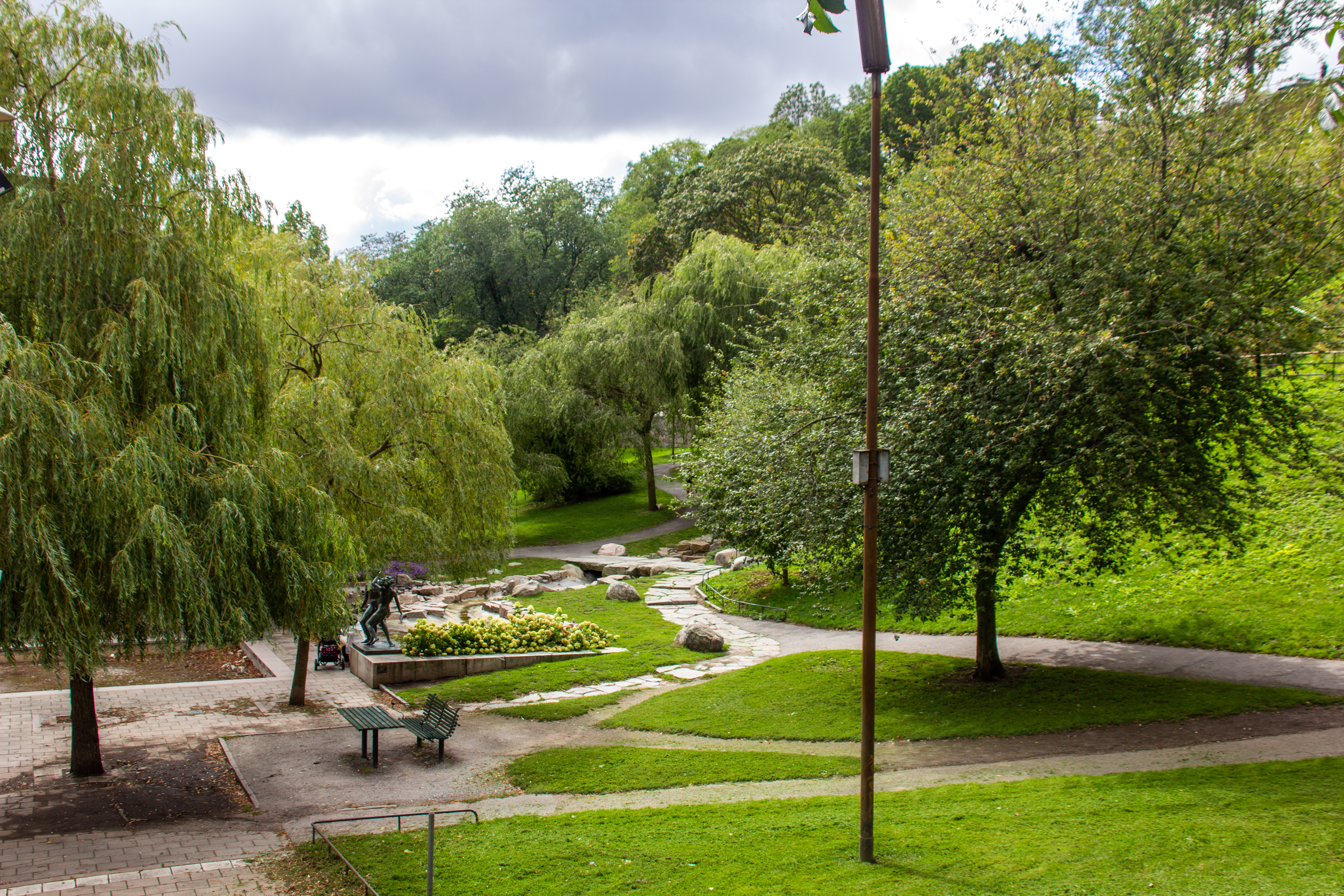
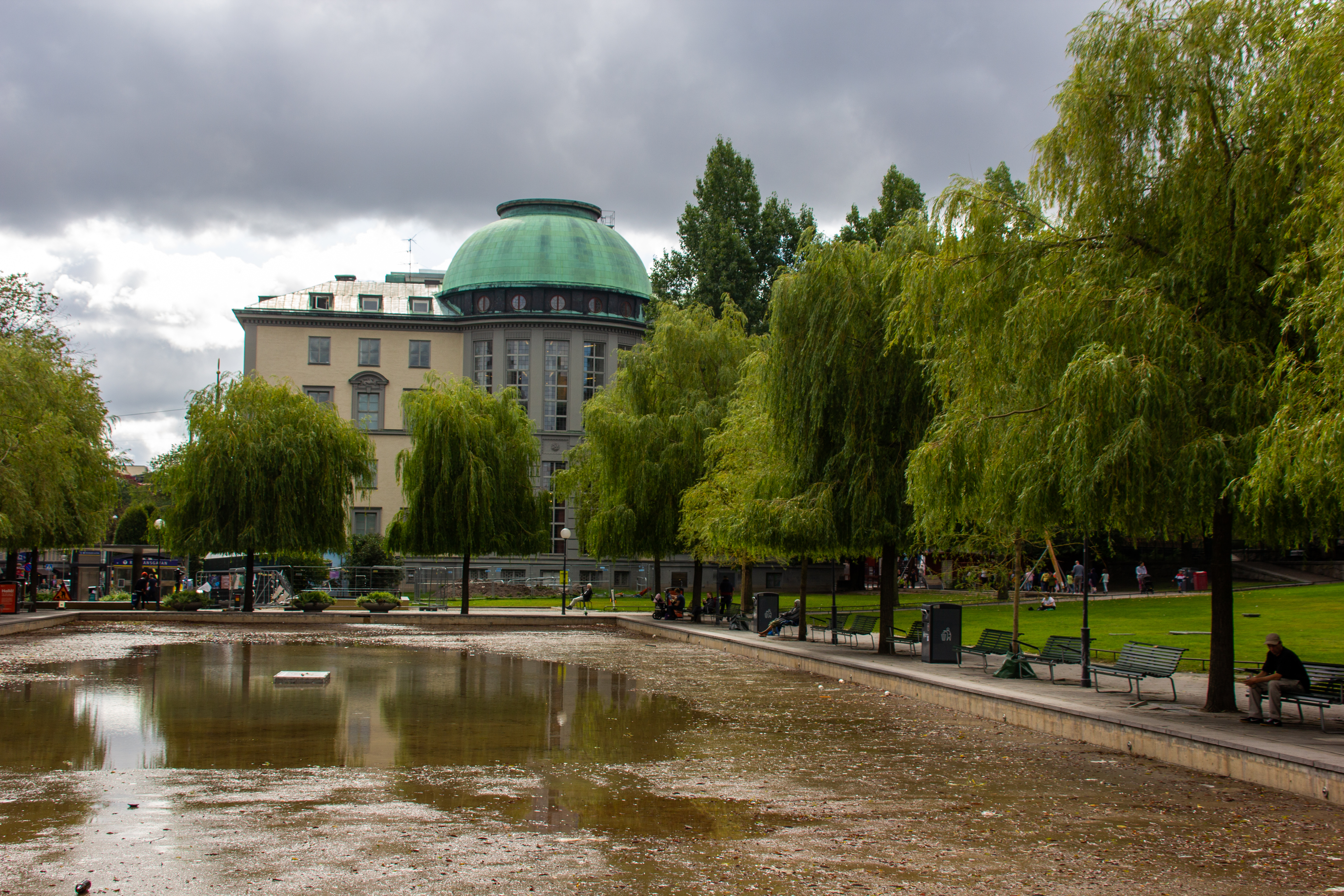
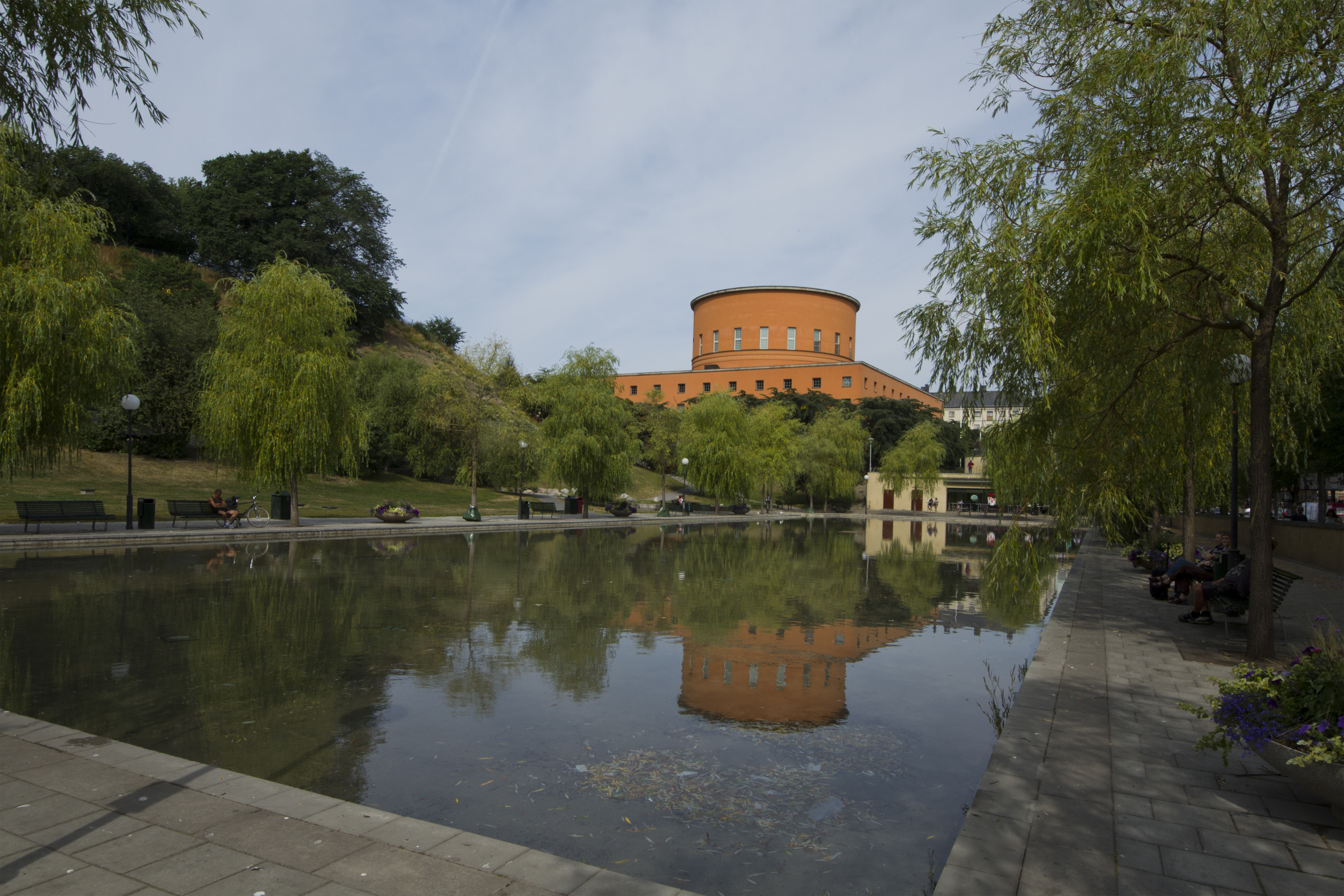
Le jardin et la bibliothèque  municipale.

Vues des la colline de l'observatoire
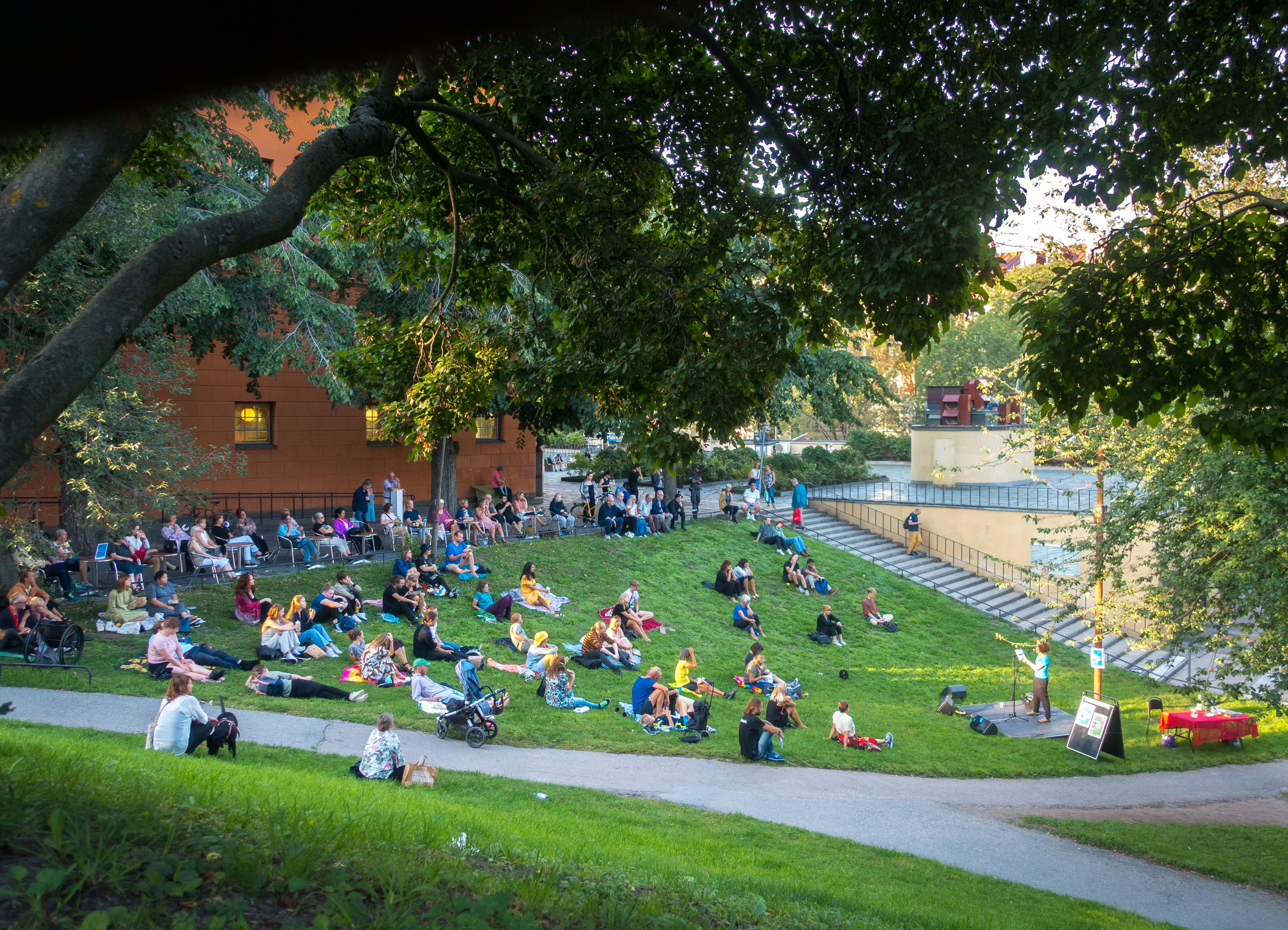
Le jardin de l'observatoire pendant l'événement Poésie dans le parc.
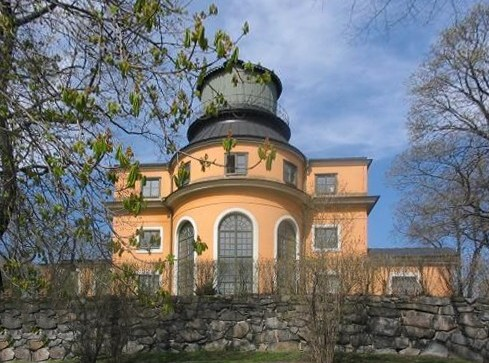
L'observatoire  de Stockholm.
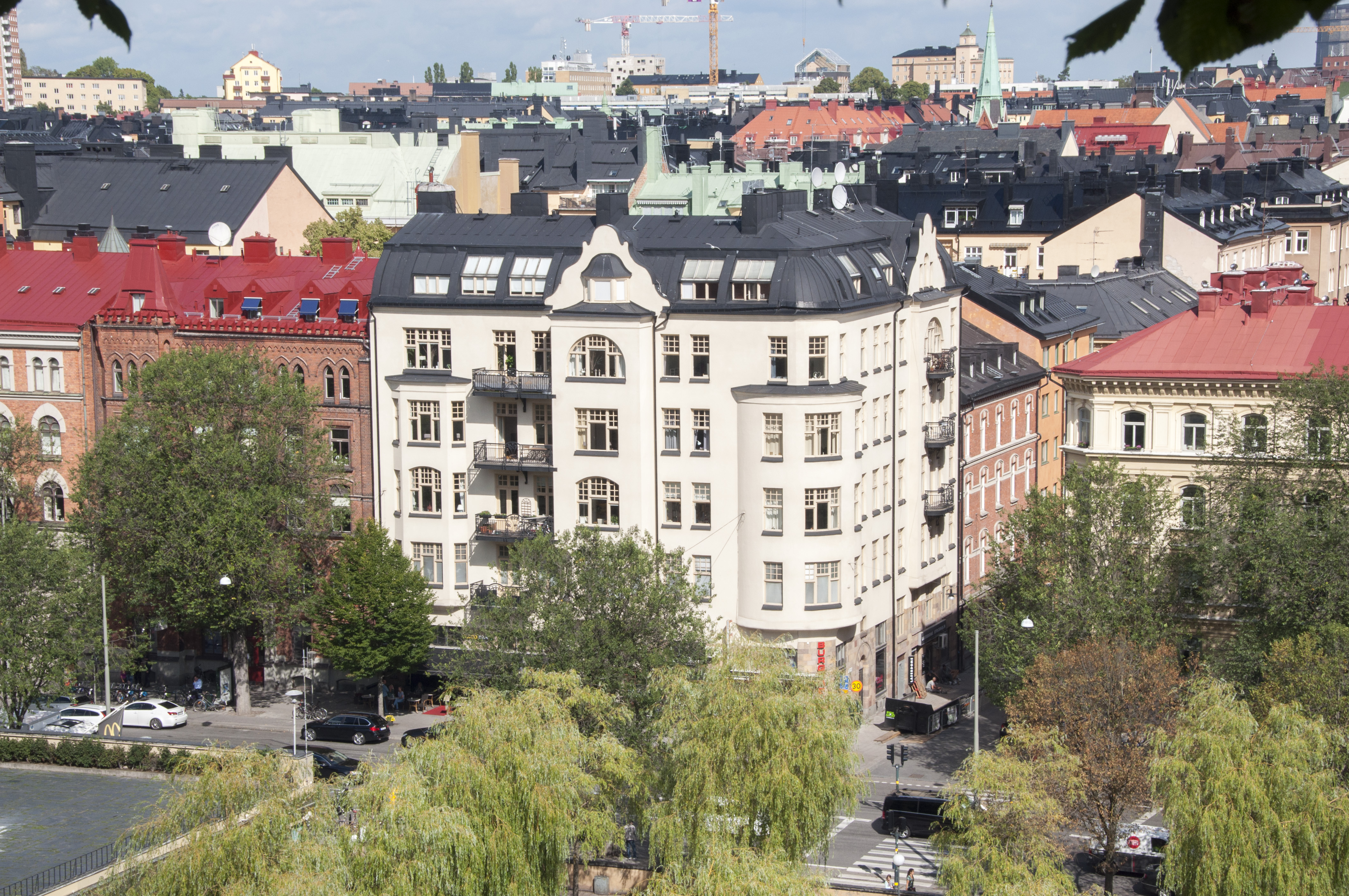
Apelträdet 4 vu de l'observatoire.
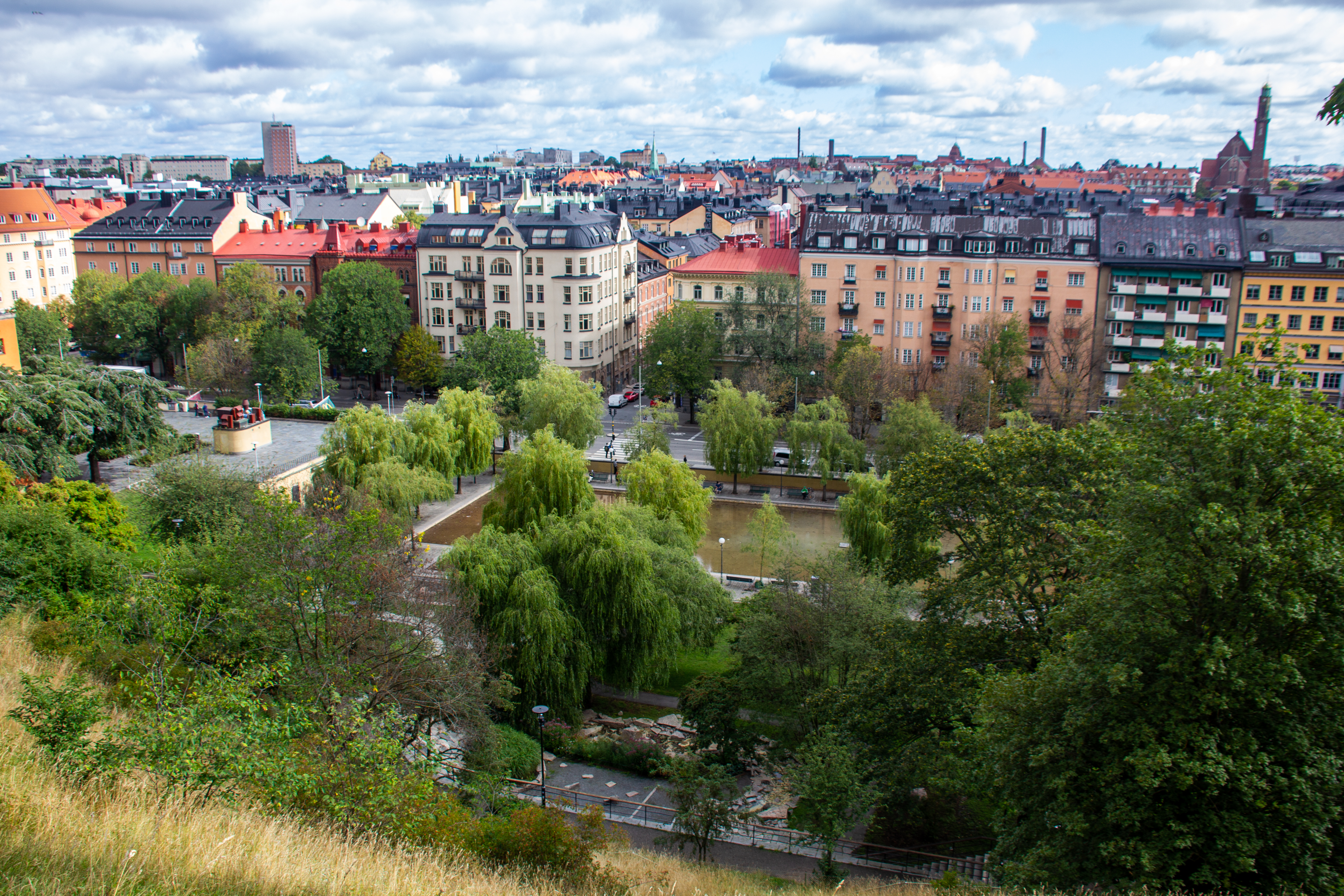
Vue de l'observatoire.